# Siegfried Morenz
Kurt Karl Siegfried Morenz (né le 22 novembre 1914 à Leipzig ; mort le 14 janvier 1970 à la même adresse) est un égyptologue allemand et un historien des religions initialement orienté vers le christianisme allemand.

## Biographie
Siegfried Morenz étudie de 1934 à 1938 la théologie protestante, la philosophie et l'histoire des religions, ainsi que, depuis 1935, l'égyptologie, vers laquelle son intérêt s'oriente rapidement. En 1939, il déclare sa collaboration à l'Institut pour la recherche et l'élimination de l'influence juive sur la vie ecclésiastique allemande. Il obtient son doctorat en 1942 à l'université de Leipzig, le sujet de sa thèse étant l'histoire de Joseph le charpentier [Historia Josephi fabri lignarii], qu'il traduit et explique. Pendant la Seconde Guerre mondiale, il participe en tant qu'assistant scientifique au maintien de l'enseignement et au sauvetage des objets du musée égyptien, au rapatriement d'une partie de la collection délocalisée et à la reconstruction de l'institut. Les nouveaux locaux sont installés au rez-de-chaussée et au sous-sol d'un bâtiment universitaire situé au 6 de la Schillerstraße, dans les caves duquel d'autres biens du musée avaient survécu aux raids aériens. En 1951, une partie des objets du musée mis en sûreté revient à Leipzig, ce qui permet à Morenz de monter une petite exposition. Morenz n'a pas assisté à la réouverture du Musée égyptien de l'université de Leipzig, qui n'a été rendue possible qu'en 1976.
Morenz devient maître de conférences à l'université de Leipzig en 1946 et obtient la même année son habilitation auprès de Wilhelm Schubart. En février 1952, il devient professeur avec mission d'enseignement, en septembre de la même année avec mission d'enseignement complète et enfin, entre 1954 et 1961, titulaire de la chaire d'égyptologie et d'histoire des religions hellénistiques et directeur de l'Institut d'égyptologie de l'université de Leipzig. Entre 1952 et 1958, Morenz dirige également à temps partiel le département égyptien des Staatliche Museen zu Berlin à Berlin-Est. Entre 1961 et 1966, Morenz enseigne à l'université de Bâle en tant que titulaire d'une chaire, tout en continuant à diriger l'Institut égyptologique de Leipzig.
De nombreuses publications sur la religion égyptienne ancienne lui ont valu une réputation internationale. En 1968, il se prononce contre la démolition de l'église Paulinerkirche de Leipzig. Morenz devient membre ordinaire en 1955, puis vice-président de l'Académie des sciences de Saxe en 1966 et le reste jusqu'à sa mort. En 1953, il reçoit le prix national de la RDA, en 1959, il devient docteur honoris causa de la faculté de théologie de l'université Eberhard Karl de Tübingen et en 1968, membre correspondant de l'Académie des sciences de Bavière.
L'un de ses enfants, son fils Ludwig David Morenz (né en 1965), est également devenu égyptologue.

## Publications
- Ägyptische Religion (= Die Religionen der Menschheit, Band 8), Stuttgart, 1960.
- Die Heraufkunft des transzendenten Gottes in Ägypten, Berlin, 1964.
- Altägyptischer Jenseitsführer, Leipzig, 1964.
- Gott und Mensch im Alten Ägypten, VOB Koehler & Amelang, Leipzig, 1964.
- Die Begegnung Europas mit Ägypten (mit einem Beitrag von Martin Kaiser über Herodots Begegnung mit Ägypten), Artemis, Zürich, 1969.